# 훙치허
훙치허(홍기하 紅旗河)는 두만강의 지류이다. 올기강이라고도 불린다.

## 같이 보기
- 훙치허 전투
- 백리촌
- 석인촌